# Пяски (гміна Здунська Воля)
Пя́ски (пол. Piaski) — село в Польщі, у гміні Здунська Воля Здунськовольського повіту Лодзинського воєводства.
Населення — 436 осіб (2011).
У 1975—1998 роках село належало до Серадзького воєводства.

## Демографія
Демографічна структура станом на 31 березня 2011 року:
|          | Загалом | Допрацездатний вік | Працездатний вік | Постпрацездатний вік |
| -------- | ------- | ------------------ | ---------------- | -------------------- |
| Чоловіки | 210     | 48                 | 147              | 15                   |
| Жінки    | 226     | 56                 | 126              | 44                   |
| Разом    | 436     | 104                | 273              | 59                   |